# Кузьмин, Евгений Андреевич
Евгений Андреевич Кузьмин  — советский хозяйственный деятель, Герой Социалистического Труда.

## Биография
Родился в 1913 году в селе Топоровка. Член КПСС.
С 1930 года — на хозяйственной, общественной и политической работе. В 1930—1974 гг. — учитель начальной школы, комсомольский и партийный работник в Чкаловской области, слушатель Чкаловской областной партийной школы, первый секретарь Буранного райкома ВКП(б), первый секретарь Илекского райкома КПСС, первый секретарь Оренбургского райкома КПСС.
Указом Президиума Верховного Совета СССР от 29 ноября 1968 года присвоено звание Героя Социалистического Труда с вручением ордена Ленина и золотой медали «Серп и Молот».
Делегат XXIII и XXIV съездов КПСС.
Умер в Оренбурге в 1991 году. Похоронен на кладбищенском комплексе «Степной» в Оренбурге.